# Station Bernimont
Station Bernimont is een voormalig spoorwegstation langs spoorlijn 163 (Libramont - Bastenaken - Gouvy) in het Belgisch-Luxemburgse gehucht Bernimont, in een deelgemeente van Libramont-Chevigny. Het is geopend in 1869 en kreeg code 440.
In 1885 werd station Bernimont een halte onder het beheer van station Wideumont.

## Aantal instappende reizigers
De grafiek en tabel geven het gemiddeld aantal instappende reizigers weer op een week-, zater- en zondag.
| Tabel: aantal instappende reizigers station Bernimont | Tabel: aantal instappende reizigers station Bernimont | Tabel: aantal instappende reizigers station Bernimont | Tabel: aantal instappende reizigers station Bernimont |
|                                                       | Weekdag                                               | Zaterdag                                              | Zondag                                                |
| ----------------------------------------------------- | ----------------------------------------------------- | ----------------------------------------------------- | ----------------------------------------------------- |
| 1977                                                  | 7                                                     | 1                                                     | 0                                                     |
| 1978                                                  | 5                                                     | 6                                                     | 0                                                     |

0,0: Libramont ·
3,5: Ourt ·
6,6: Bernimont ·
10,5: Wideumont ·
15,7: Rosières ·
18,9: Morhet ·
22,2: Sibret ·
24,2: Villeroux ·
28,7: Bastenaken-Zuid ·
29,8: Bastenaken-Noord ·
33,4: Bizory ·
38,9: Bourcy ·
44,6: Tavigny ·
52,5: Limerlé ·
58,9: Gouvy ·
66,4: Beho ·
69,0: Maldange ·
71,4: Weisten ·
74,2: Crombach ·
79,0: Sankt Vith